# Lysandra hispanagallica
Lysandra hispanagallica är en fjärilsart som beskrevs av Ruggero Verity 1926. Lysandra hispanagallica ingår i släktet Lysandra och familjen juvelvingar. Inga underarter finns listade i Catalogue of Life.